# Стефан Милутин
Стефан Урош II Милутин Немањић (Милутин Немањић; око 1253 — Неродимље, 29. октобар 1321) био је краљ Србије (1282—1321) и један од најмоћнијих српских владара у средњем веку, поред свог унука цара Стефана Душана. Припадао је династији Немањић. Био је млађи син краља Стефана Уроша I (1242—1276) и краљице Јелене. На власт је дошао 1282. године, након абдикације старијег брата, краља Стефана Драгутина (1276—1282), потоњег владара сремске области 1284—1316). Био је отац краља Стефана Уроша III Дечанског (1321—1331) и краља Стефана Константина (1321), деда краља, а касније цара Стефана Душана (1331—1355) и деспота, а касније цара Симеона Уроша (1359-1370) и прадеда цара Стефана Уроша V Нејаког (1355—1371) и Јована Уроша (1370-1373).
Током његове скоро четрдесетогодишње владавине, Краљевина Србија је отпочела своје значајно ширење ка југу на рачун Византије са којом је 1299. успостављена нова граница на линији Охрид—Прилеп—Штип (коју су држали Византинци), чиме је српској држави прикључен северни део данашње Албаније и већи део данашње Северне Македоније. Поред тога, водио је успешне ратове против Бугара, од којих је трајно освојио Браничево са Кучевом, као и Татара. После Драгутинове смрти 1316. године, дошао је у сукоб са краљем Угарске Карлом Робертом (1310—1342. године), због заузимања поседа свог брата и тада је изгубио Мачву и Београд (1319. године), али је успео да задржи Рудник и Браничево. Он је први краљ Србије који је постао озбиљан политички фактор у региону, који је склапао офанзивне савезе, али и бивао мета јаких савеза околних држава. Упоредо са тим, женидбама је успео да утврди освајања из успешних ратова са Византијом и Бугарском док је сукоб са Татарима окончао слањем свог сина наследника Стефана Урошa III као таоца.
На унутрашњем плану је извршио промене и модернизовао државу примивши многе одлике византијског уређења. Подигао је и обновио већи број манастира и цркава међу којима се издвајају Богородица Љевишка, Грачаница, Краљева црква у Студеници, Богородица Тројеручица у Скопљу, Старо Нагоричане и Бањска на простору његове државе, односно манастирска црква у Хиландару на Светој гори ван његове државе. Паралелно са развојем сакралне архитектуре која је у његово доба добила нови облик познат као Вардарски стил, развијала се и фортификациона архитектура у којој су најзначајнији домети манастирско утврђење у Хиландару и проширење Београдске тврђаве градњом Западног Подграђа са пристаништем (мада има оних који то проширење приписују и цару Стефану Душану). Због свог задужбинарског деловања је канонизован две и по године након смрти и проглашен светим краљем. Житије о животу краља Милутина написао је његов сарадник и каснији архиепископ српски Данило II (1324—1337).
Женио се чак пет пута, последњи пут Симонидом Палеолог 1299. и из тих бракова је имао два сина (Стефана Урошa III и престолонаследника Стефана Константина) и две ћерке (Ану Неду и Зорицу). Иако је значајно проширио и ојачао српску државу и увео византијско уређење у њу, није успео да консолидује унутрашње прилике у земљи, тако да је после његове смрти дошло до грађанског рата. Против његовог наследника и млађег сина Константина побунио се старији син Стефан Дечански (Ћоровић наводи да је Константин био старији), а у борбе око престола се укључио и Драгутинов син Владислав који је према Дежевском споразуму из 1282. године, требало да наследи краља Милутина Немањића. Расуло у земљи је било толико да се поједина властела једноставно отцепила од матице (као Бранивојевићи у Захумљу) док су напади банди пљачкаша били учестали (чак је била нападнута и поворка која је преносила Милутиново тело у његову задужбину манастир Бањску). Мошти Светог краља Стефана Уроша II Милутина данас почивају у Софији, главном граду Бугарске.

## Живот пре доласка на власт (1253—1282)
Милутин је рођен 1253. или 1254. године, као други син српског краља Стефана Уроша I Великог и његове супруге краљице Јелене. Оваква хронологија позната је на основу сведочења Нићифора Григоре, који пише да је Милутин био пет година старији од свога таста, цара Андроника II Палеолога (рођен 1258. или 1259. године). Милутин је имао старијег брата краља Стефана Драгутина, млађег брата Стефана (умро у детињству) и једну сестру, Брнчу. Милутин је на историјску сцену ступио 1267. године, када је његов отац почео да прави планове о наслањању на Византију и одбацивању вазалних односа према Мађарима. Он је тада започео преговоре са византијским царем Михајлом VIII о женидби његове ћерке Ане за Милутина и о његовом именовању за наследника, уместо старијег сина и угарског зета Драгутина. Преговори су отпочели и на челу византијске делегације се налазио Јован (XI) Век (васељенски патријарх 1275 — 1282), али је већ у самом старту дошло до размимоилажења у ставовима две стране, која је оличена у Пахимеровом згроженом опису српског двора и Драгутинове супруге, угарске принцезе Катилине која је седела у старој хаљини и прела. Међутим интерес обе стране био је јачи од међусобних разлика, тако да се наставило са преговорима. Они су се на крају окончали неуспешно, поготово после Урошевог пораза и заробљавања од стране Мађара у Мачви 1268. године. Он је том приликом, да би био ослобођен, морао да Драгутина уздигне на ранг младог краља тј. престолонаследника и додели му област на управљање.
После овог пораза Срби прилазе широком савезу против Византије, а самог краља Уроша I Великог са власти 1276. године збацио је син Драгутин, победивши га, уз помоћ угарских и куманских снага, у „земљи званој Гацко“ (не мисли се на територију данашњег Гацка). После пораза краљ Стефан Урош I Велики Немањић се повукао у Зету и замонашио. Да би одобровољио мајку краљицу Јелену дао јој је на управу Зету, Травунију, горњи Ибар и Плав. Претпоставља се да је и брату Милутину том приликом поверио одређене области на самосталну управу. Једини који је после окончања борби устао против ове одлуке био је српски архиепископ и Урошев пријатељ Јоаникије I (1272—1276), који се демонстративно повукао са свог положаја и последње године провео са бившим краљем који је умро 1. маја 1277. године као монах Симон.

## Владавина

### Сабор у Дежеви и освајања (1282—1291)
Наслањање на Мађаре, неактивност према Бугарској у којој је беснео грађански рат, пораз од Византије и њен продор до Липљана створили су незадовољство међу српском властелом према краљу Драгутину. Његову владавину је додатно оптерећивала и побуна у којој је уз помоћ странаца збацио оца са власти.
Као повод за смењивање краља Стефана Драгутина искориштен је његов тежак пад са коња у лову код Јелеча, недалеко од Раса почетком 1282. године. Повреда краљеве ноге је била тако тешка да га је учинила готово непокретним. Од владара се очекивало да буде спреман да јаше на коњу како би обилазио земљу и подсећао поданике да су обавезни на послушност или предводио војску у сукобима са странцима. Незадовољна властела је искористила неспособност краља Стефана Драгутина Немањића да обавља владарске послове и затражила да он власт преда млађем брату Милутину. Тако је сазван сабор српске властеле у Дежеви, код Раса. На сабору је краљ Стефан Драгутин Немањић предао власт свом млађем брату Милутину, док је за себе задржао области северно од Западне Мораве са Рудником и областима око данашњег Ариља, као и Прибоја на Лиму са облашћу Дабар. Од сабора у Дежеву Драгутин се у неким писаним изворима и натписима (фреске, новац) јавља без звања краља, а у неким са њим. Зато није јасно ни да ли је задржао титулу краља или је касније поново узео. Писани извори о сабору су нејасни и осим главне одлуке да краљ Стефан Драгутин преда власт брату Милутину, а задржи удеону област на северозападу Србије, не зна се са сигурношћу да ли је договорено још нешто. Због каснијих сукоба око власти између краља Милутина и Драгутиновог сина, а затим и синова краља Милутина Немањића, као и писања Георгија Пахимера изгледа да је према договору браће, краља Стефана Уроша II Милутина требало да наследи један од Драгутинових, а не његов син. Изгледа да је краљ Стефан Урош II Милутин Немањић обећао 1282. године, да ће њега наследити синовци, а не синови, али се касније предомислио.
Краљ Стефан Урош II Милутин је наследио и братовљево учешће у великом савезу који је формирао сицилијанско-напуљски краљ Карло  са циљем рушења византијског цара Михајла  Палеолога и обнове Латинског царства које је цар Михајло VIII срушио 1261. године. Савез, који је настајао још 1267. године када је цар Михајло VIII покушао да у краљу Урошу I пронађе савезника, достигао је врхунац почетком осме деценије 13. века када је, после смрти папе Николе  (1277—1280) који је подржавао цара Михајла VIII и Лионску унију, нови папа постао Карлов човек Мартин  (1281—1285). Око краља Карла I у њему су се, поред краља Драгутина Немањића односно краља Милутина, нашли:
- Филип Куртене, син цара Балдуина  (1228—1261) и титуларни латински цар;
- Млетачка република, која је до 1279. године била на Михајловој страни (тј. имала са њим закључено примирје);
- Јован  Анђел, севастократор, ванбрачни син епирског деспота Михајла  (1237—1271) и владар Тесалије;
- Георгије I Тертер, бугарски цар који је срушио провизантијског цара Јована Асена II (III) (1279—1280) док је сам папа Мартин IV дао савезу својеврстан благослов, проклевши цара Михајла  Палеолога који је прихватио унију као шизматика и забранивши католичким владарима да сарађују са њим. План је био да краљ Милутин и севастократор Јован I ударе на Македонију, а да краљ Карло I, цар Филип I и Млечани ударе на сам Цариград.

#### Освајања по Византији
Као део савеза против Византије, нападе је отпочео већ краљ Стефан Драгутин вероватно 1281. године, или пред смену на престолу 1282. године. Срби су стигли до Сера и повукли се. Византија је одговорила противнападом до Липљана. То није трајније зауставило напредовање Срба.
Године 1282, када је преузео власт краљ Стефан Урош II Милутин Немањић, у сарадњи са некадашњим византијским властелином Котаницом, продире на југ и заузима оба (Горњи и Доњи) Полога (област око Тетова), Скопље, Овче Поље, Злетово и Пијанец (Пијанац, горњи слив Брегалнице око данашњег Делчева). Паралелно са његовим нападима са југа је на Византију ударио севастократор Јован  Анђел који је такође имао значајнијих успеха. Међутим, кључни фактор ове коалиције били су напуљски Анжујци и док су краљ Милутин Немањић и севастократор Јован I напредовали на Балканском полуострву, на Апенинском је уз логистичку и финансијску помоћ Византије дошло 31.03.1282. године до велике народне побуне познате као Сицилијанско вечерње, која је довела до протеривања Анжујаца са Сицилије и доласка снага краља Петра III Арагонског (1276—1285) на њу, приморавши краља Карла I да своје снаге спремљене за удар на Византију, окрене сукобу са Краљевином Арагон и одбрану преосталих поседа. Овим потезом је цар Михајло VIII успео да уништи анжујску власт на Сицилији и трајно је онеспособи за дејство на Балкану. Са друге стране Јадрана, освајања су приближила краља Милутина и севастократора Јована I и они су исте године учврстили свој савез удајом Јованове ћерке непознатог имена за краља Милутина Немањића, који је по ступању на престо отерао своју прву супругу Јелену.
После слома Карловог савеза, цар Михајло VIII се окренуо сређивању прилика на Балканском полуострву подигавши велику најамничку војску којом је планирао да сузбије краља Стефана Уроша II Милутина и севастократора Јована I. Међутим на почетку тог похода 11.12.1282. године недалеко од Родоста (Илаигита, турски назив је Текирдаг) цар Михајло VIII умире, а команду над војском преузима његов син и наследник цар Андроник . Он је без обзира на очеву смрт наставио поход, али га није сам повео, већ је на Србију послао најмљене Татаре у пљачкашки, а не у освајачки поход. Без обзира на то, Татари су представљали озбиљну војну снагу и краљ Стефан Урош II Милутин се повукао пред њима, а њихови пљачкашки одреди су продрли до Липљанa и Призрена. Њихово напредовање је зауставио набујали Бели Дрим у коме се део војске предвођен Чрноглавом подавио покушавајући да га преплива на коњима, док је сам вођа успео да га пређе, али је убијен у сукобу са српским одредима, а његова глава је натакнута на колац и послата краљу Стефану Урошу II Милутину. После тога су се други пљачкашки одреди повукли назад у Византију.
Након њиховог повлачења, краљу Милутину Немањићу се у борби придружује и краљ Драгутин са својим снагама и они заједнички започињу нови продор дубоко у Византију 1283. године, дочекавши Божић код Насуда (Науса). Њихове снаге продиру у струмску и серску област, код Христопоља избијају на Егејско море и Свету гору, али те области не заузимају трајно, већ се после продора повлаче на зимовање у централној Македонији. Краљ Стефан Драгутин Немањић се после тога враћа у своју област, а краљ Стефан Урош II Милутин наредне године самостално наставља офанзиву. Он током 1284. године заузима Дебар, Кичево и Пореч (е), чиме је овладао западном Македонијом и севером данашње Албаније и померио границе краљевине Србије на југ пред византијска утврђења Струмицу, Прилеп, Охрид и Кроју. Током ове акције, краљ Милутин Немањић није само упао у Византију, већ је продро и у Тесалију, државу свог бившег таста севастократора Јована I. Овим се завршавају Милутинова трајна ширења ка југу, сви продори у Византију које он буде направио после 1284. године постићи ће само признавање освајања начињених током прве три године његове владавине.
Током ове три године освајачких ратова, краљ Милутин је успео да промени три супруге. Прво се 1282. године, по преузимању власти развео од своје прве супруге Јелене, која је највероватније била ћерка неког српског велможе и оженио се ћерком свог савезника севастократора Јована I Анђела. Са њом је добио сина Константина, али ју је већ 1283. године вратио оцу и оженио се рођеном сестром угарског краља Владислава IV Куманца и Драгутинове супруге краљице Катарине Арпад Јелисаветом, која је у то доба била монахиња. У браку са њом добио је ћерку Царицу (Зорицу), али се тај брак окончао већ 1284. године, када се краљ Стефан Урош II Милутин оженио ћерком бугарског цара Георгија I Тертера Аном, са којом је остао у браку до 1299. године и са којом је добио сина Стефана (други аутори наводе да је Стефан био старији од Константина тј. да је рођен у првом Милутиновом браку са Јеленом) и ћерку Ану (Неду).

#### Борбе са Бугарима и Татарима
У то време је угарски краљ Владислав IV предао краљу Драгутину на управу Мачву са Београдом и области Соли и Усору на тлу данашњих северних делова Босне и Херцеговине и он је у њима самостално владао називајући се сремским краљем. Истовремено се криза коју су Татари створили у Бугарској повећавала, а један од њених показатеља било је и практично осамостаљивање појединих великаша. Тако су Дрман и Куделин Браничевску област претворили у својеврсно разбојничко легло из кога су узнемиравали суседне области којима су владали краљ Драгутин Немањић и краљ Угарске Владислав IV Арпад. Мађари су покушали 1285. године да их сузбију, али су претрпели пораз у Горњачкој клисури у покушају да се пробију до Ждрела (13km југоисточно од Петровца), у коме су се њих двојица утврдили. После њих је и краљ Стефан Драгутин покушао да их сузбије, али је и он тешко поражен. О тежини пораза сведоче и наводи да су бугарски великаши после тога кренули у освајачку контраофанзиву. Њихов продор приморао је краља Стефана Драгутина Немањића да позове свог брата у помоћ и они су се састали у Мачковцу на Морави договоривши се о заједничкој акцији. Њихове здружене снаге сломиле су отпор Дрмана и Куделина, заузеле Ждрело, а потом и целу Браничевску област са истоименим градом и Кучевом која је ушла у састав Драгутинове државе.
Највероватније је заузимање Браничева покренуло видинског кнеза Шишмана, који је попут Дрмана и Куделина био татарски вазал, да на челу татарских пљачкашких одреда продре у краљевину Србију. Они су продрли дубоко, чак до Пећи односно Хвосна и један од циљева им је био и пљачкање манастира светих Апостола код Пећи (Пећка патријаршија), али их је у томе омела јача српска војска која се изненада појавила са југа и сузбила их, мада архиепископ Данило II Пећки у свом житију наводи да је Шишманове снаге одбило Божије знамење страха. Само датовање овог Шишмановог похода, као и његови мотиви нису познати, али се сматра да је до њега дошло после 1291. године као реакција на заузеће Браничева. Српске снаге се нису зауставиле на заустављању продора, већ су се покренуле у контраофанзиву и протерале Шишманове снаге до самог Видина који је том приликом заузет, а сам кнез Шишман се спасао прешавши у чамцу Дунав. Краљ Милутин је првобитно планирао да поруши Видински Град, али је ипак прихватио преговоре које му је понудио сам кнез Шишман речима:
| „ | Господине мој, славни краљу, одврати јарост гнева твога од мене, јер што сам учинио, према мојим делима ово све дође на мене. Но нећу наставити ка овом да имам такву злу мисао у срцу моме. Прими ме као једнога од вазљубљених твојих, са клетвом изрекавши, да до издисања мога нећу више погрешити твојој вољи | ” |

Њих двојица су склопили мир по коме је кнезу Шишману враћен Видин и његова област коју је освојио краљ Милутин Немањић, а он се заузврат оженио ћерком српског великог жупана Драгоша и постао Милутинов вазал.
Протеривање Дрмана и Куделина, који су пред Србима побегли свом de jure суверену татарском кану Ногају (?—1299), као и Шишманово признавање српске врховне власти уместо татарске, покренули су Ногаја да се окрене збивањима на Балканском полуострву и утврди своје позиције на њему. Он је због тога покренуо велику војску ка Србији са циљем да се разрачуна са краљем Стефаном Урошем II Милутином и његовом офанзивом. Краљ Србије је био свестан Ногајеве војне надмоћи, због чега му је у сусрет уместо војске, упутио посланике да преговарају о склапању мира. Ногај је његове посланике примио и сагласио се са њима о склапању мира којим је признато уз Милутиново обећање да су његове акције против бугарских великаша биле дефанзивног карактера и да он не планира да се проширује на исток на рачун других Ногајевих бугарских вазала. Сам кан је са своје стране тражио од краља Стефана Уроша II Милутина таоце који ће бити гарант да ће се краљ Стефан Урош II Милутин Немањић придржавати уговорених обавеза, што је краљ Србије испунио пославши кану свог сина Стефана и децу својих виђенијих великаша, тако да је 1292. године између њих закључен мировни уговор који су испоштовали обојица. Ногајеви мотиви за склапање овако повољног мира са Србијом у позицији јасне војне надмоћи нису познати, али је највероватније да он сам није био претерано заинтересован за Балканско полуострво и ширење на њему.

### Нови напади на Византију и склапање мира (1292—1301)
У доба српских сукоба са Бугарима и Татарима, на јужним деловима западног Балкана дошло је до напредовања византијских снага и потискивања преосталих државица на простору данашње Грчке. Анжујци су настављали своју офанзивну политику ка Византији преко кнеза Филипа  Тарентског (1294—1332. године), сина краља Карла II Напуљског (1285—1309. године), који је од 1294. године био носилац права латинских царева и грофа Шарла Валое, брата француског краља Филипа  Лепог (1285—1314. године). Кнез Филип I је полажући права на простор некадашњег Латинског царства и његових вазала преузео преостале анжујске поседе на Балканском полуострву и женидбом са ћерком епирског деспота Нићифора  (1271—1296) ојачао свој положај задобивши и градове у Етолији. Истовремено је између владара Тесалије и Епира владала затегнутост коју су искористили Византинци и 1290. године или око 1295. године заузели Драч, чиме су поново избили на Јадранско море одузевши Анжујцима значајну базу за операције на Балканском полуострву. Повезивање Епирске деспотовине са кнезом Филипом I покренуло је 1295. године отворени рат са Тесалијом у коме је деспотовина сузбијена и била приморана да затражи византијску помоћ. Већ наредне године умиру и владар Епира деспот Нићифор I и Тесалије севастократор Јован I, бивши таст краља Милутина, а власт у Епиру преузима Нићифорова удовица деспина Ана и византофилска струја у држави, што додатно ојачава Византијске позиције у западним деловима данашње Грчке.
Од почетка Милутинове владавине 1282. године, српски одреди у мањем или већем обиму нису престајали да упадају у Византију и узнемиравају њене пограничне области. Иако су акције већег обима, односно освајачке природе посустале након 1284. године, краљ Милутин Немањић се није одрекао напредовања ка југу. Након смиривања ситуације на источним границама 1292. године и дешавања која су потом уследила у Епиру и Тесалији, српски краљ покреће 1296. године нови поход на Византију и током њега српска војска успева да заузме византијски Драч.
Нови продор Срба и губитак Драча, доводе 1297. године до велике офанзиве на Србију на чијем се челу нашао искусни војсковођа Михајло Главас. Међутим и овај поход није постигао жељени успех, после чега се приступило преговорима о миру између две монархије. Византији је са једне стране био неопходан мир односно савез са Србијом да би могла да среди прилике како на Балканском полуострву, тако и у Малој Азији у којој су турски емирати били у сталној офанзиви, тако да је већ око 1300. године, скоро цела Мала Азија осим неких већих, махом приобалних, утврђених градова (Никеја, Никомедија, Бруса, Сард, Филаделфија, Магнезија, Хераклеја, Смирна, Фокеја,…) била у њиховим рукама. Краљу Стефану Урошу II Милутину је био потребан мир да би могао да среди прилике у сопственој држави, тачније да у своју корист реши предстојећи сукоб са братом краљем Стефаном Драгутином Немањићем о томе ко ће наследити краља Стефана Уроша II Милутина Немањића, пошто је према једној од одредби Дежевског уговора то требало да буде Драгутинов син, док се краљ Стефан Урош II Милутин спремао да своју државу остави свом сину Стефану који се 1299. године вратио из татарског заточеништва.

#### Преговори са Византијом и женидба са Симонидом
Због тога су 1297. године отпочели преговори о склапању мира и савезништва, између краља Милутина Немањића са једне и цара Андроника  са друге стране. Савез би био потврђен и учвршћен склапањем брака српског краља и једне византијске принцезе. На челу византијског преговарачког тима налазио се велики логотет Теодор Метохит који је од почетка преговора до њиховог окончања у пролеће 1299. године пет пута долазио у Краљевину Србију. Основу уговора чинило је византијско признање српских освајања северно од линије Кроја—Охрид—Штип—Прилеп која су постигнута до 1284. године као мираза уз једну византијску принцезу која би постала нова Милутинова супруга. Цар Андроник II је прво понудио своју сестру царицу Евдокију која је била удовица трапезунтског цара Јована  (1280—1297). Међутим, она је свом брату цару Андронику II Палеологу поручила да не жели да се уда ни за краља Милутина ни за било ког другог јер жели да сачува успомену на свог мужа. Цар Андроник II јој није веровао, а у научним круговима влада мишљење да је она одбила да се уда у једну варварску земљу. Она се из Цариграда вратила у Трапезунт да пази на свог сина цара Алексија II (1297—1330), који није био у добрим односима са својим ујаком царем Андроником . Њено одбијање је довело њеног брата у безизлазну ситуацију јер није могао да испуни свој део договора. Краљ Милутин му је јасно ставио до знања да тај чин сматра увредом и да ће на њу одговорити ратом уколико му се не нађе жена међу византијским принцезама. Због тога је цар Андроник II одлучио да српском краљу понуди своју петогодишњу ћерку Симониду. Краљ Милутин је на то пристао, што јасно сведочи о томе да је по среди био политички брак из кога је краљ Милутин Немањић осим војне користи, значајно добијао и на престижу. Овим браком он је постао зет византијског цара, није више био узурпатор северне Македоније, већ је постао њен законити владар који је ту земљу добио као мираз, што посебно истиче у својој повељи Хиландару. Сам званични чин је обављен на ничијој земљи на Вардару после Ускрса 1299. године и том приликом су Византинцима предати:
- Ана Тертер, дотадашња Милутинова супруга чији је брак проглашен неважећим, јер је у тренуцима његовог склапања још увек била жива Јелена, прва Милутинова жена
- Котаница, некадашњи византијски властелин који је 1281. године пребегао Србима и од тада предводио њихове нападе на Византију
- српски таоци док су Милутину предати византијски таоци и млада Симонида коју је дочекао сам краљ Стефан Урош II Милутин клекнувши пред њом[14]. Краљевини Србији су том приликом признате раније освојене територије, док су Византији враћени неки поседи које је до тада контролисала српска војска, међу којима се вероватно нашао и сам Драч.

Међутим, склапање оваквог споразума, довело је до великих негодовања на обе стране, као и до понуда других суседних држава краљу Стефану Урошу II Милутину за склапање брака са њиховим принцезама. Разлози који су на овај брак приморале оба владара биле су јаче од свих тих фактора.
- У самој Византији јак отпор браку пружала је црква, због чињенице да је то краљу Стефану Урошу II Милутину Немањићу већ пети брак (сам четврти брак се сматрао тешком повредом хришћанског морала), као и због тога што је Симонида тек дете, а он је већ у својим касним четрдесетим, тако да је на овај брак бачена анатема[4].
- У самој краљевини Србији је постојала јака опозиција у редовима властеле, која је била против склапања мира са Византијом и прекидања ратних дејстава која су била више него успешна и доносила јој значајна средства. Поред властеле, против брака је био и део свештенства[14].
- Током ових преговора, представници Тесалије су покушали да Милутина одговоре од склапања брака и мира са Палеолозима, док му је удовица бугарског цара Смилеца (1292—1298) понудила да узме њу за супругу и са њом Бугарско царство у мираз[14].[27]

### Грађански рат са братом Драгутином (1301—1312)
Тешко је са сигурношћу говорити о односима између краља Стефана Драгутина Немањића и краља Стефана Уроша II Милутина Немањића, као и о стварима које су довеле до кризе њихових односа, али се сматра да тај однос од почетка није био топао и братски, а да је највећи њихов камен спотицања било питање Милутиновог наследника које су обојица желела да реше у своју корист, што је на крају довело до отвореног грађанског рата. Извесно је да се прави рат распламсао око 1301. године, али је и пре тога било јасно да ће до њега доћи, о чему сведоче и помоћни одреди које је краљ Стефан Урош II Милутин добио из Византије 1299. године приликом склапања брака. Краљ Стефан Драгутин, са друге стране, није могао да рачуна на подршку тазбине, пошто се краљевина Угарска од убиства краља Владислава  1290. године налазила у грађанском рату око престола у коме је и сам краљ Драгутин активно учествовао.
Краљ Милутин 1301. године долази у сукоб са Дубровачком републиком издавањем наредбе да се позатварају дубровачки трговци у краљевини Србији, заузећем приобалног појаса око града са Цавтатом и копненом блокадом града. Република светог Влаха је на то одговорила заузимањем Мљета, поморском блокадом ушћа Бојане и нападом на Котор, који је одбијен. Током наредне године отпочели су преговори који су окончани 14.09. исте године мировним уговором који је закључен уз посредовање Млетачке републике која је у то доба била дубровачки сениор. Остаје нејасан повод за овај сукоб, који је можда био у вези са сукобом са краљем Драгутином Нењићем или је пак краљ Милутин Немањић као византијски савезник блокирао Дубровник као Млетачког вазала услед текућег сукоба Млечана и Византије, који је произашао из млетачко-ђеновљанског рата (1294—1299), који се те године завршио склапањем примирја на десет година, али је извесно да је овим ратом краљевина Србија задобила Цавтат и приобални појас око града, а Мљет је остао у њеном саставу.
Ситуација на Балканском полуострву у то доба је била поприлично комплексна и у готово свим његовим деловима беснели су ратови. На његовим западним деловима су поред сукоба између краља Стефана Драгутина Немањића и краља Стефана Уроша II Милутина Немањића по краљевини Србији, беснели сукоби у краљевини Угарској између противника краља Карла Роберта (међу којима је био и краљ Стефан Драгутин) и његових присталица, међу којима су се истицали Шубићи који су га и овенчали 1300. године за краља у Загребу, али и у бановини Босни између Шубића и Котроманића тј. богумила. Без обзира на активну укљученост у два сукоба (борбе у Босни и Угарској), брибирски кнез Павле I Шубић (1292—1312) је највероватније око 1304. године покушао да искористи борбу између краља Драгутина Неањића и краља Стефана Уроша II Милутина и заузме Хумску област. Његове трупе су продрле скроз до Оногошта (данашњи Никшић), а у једној исправи из те године се његов син и титуларни бан Босне Младен  Шубић (1312—1322) назива господарем целе Хумске земље. Међутим током тих борби су Милутинове снаге заробиле самог бана Младена II, а ускоро је Милутиново посланство преко Дубровника стигло до бана Павла I у Скрадин и уговорило њихов заједнички сусрет. Предмет и закључак преговора није познат, али је извесно да су се њих двојица састали у Вруљи код Макарске, после чега више није било упада Шубића у Захумље и бан Младен II се опет нашао на слободи, али остају непознати услови и одредбе договора између бана Павла I Шубића и краља Милутина Немањића.

#### Напади Каталонске компаније на Хиландар
Турско напредовање у Малој Азији, довело је 1303. године на Балканско полуострво нову најамничку војску у служби Византије. Били су то каталонски најамници предвођени Рожером де Флором, који су у Шпанији и на Сицилији били познати као алмогавери, док су их на Балканском полуострву једноставно звали Каталонци или Каталонска компанија. Иако су првобитно успели да потисну Турке, они су се ускоро окренули пљачкању и Византинаца да би 1304. године напали и византијску Магнезију. У априлу наредне године је цезар Рожер убијен на дворцу престолонаследника цара Михаила IX чиме је отпочео рат између Византијског царства и Каталонске компаније чијим редовима су се прикључили и одреди Турака Селџука жељни пљачке. Током наредне две године они су опустошили Тракију, да би у јесен 1307. године преко Родопа прешли на полуострво Касандру и са њега угрожавали околне области, укључујући и Свету гору.
Богатство светогорских манастира је привукло пљачкаше, а на удару једног њиховог одреда се нашао и сам манастир Хиландар, на чијем се челу у то доба налазио као игуман Данило, будући српски архиепископ који је на то место изабран по директној Милутиновој наредби. Овај напад је одбијен, после чега се игуман Данило одлучио да из манастира извуче драгоцености и упути се у Скопље да краља Милутина извести о ситуацији и затражи помоћ. Краљ Стефан Урош II Милутин Немањић га је саслушао и обезбедио му неопходна средства за одбрану, тако да се игуман Данило после тога вратио у манастир доносећи са собом како залихе, тако и најамнике које је краљ Стефан Урош II Милутин платио. Захваљујући његовом повратку и снагама које је довео, манастир Хиландар се спасао, пошто се дуже време налазио под опсадом и како се наводи у његовом житију ситуација је била таква да су се монаси спремали на предају. Том приликом су Данилове снаге успеле да униште део нападача, а потом и да одбију нове нападе који су уследили 1308. и 1309. године.
За разлику од њега, снаге Каталонске компаније су успеле да заузму руски манастир светог Пантелејмона и спале га, а покушале су у пролеће 1308. године да заузму Солун, али без успеха. Иако су вође Каталонске компаније примиле 1308. године Теобалда Сепоа и прихватиле Шарла Валоу за свог господара, они се нису умешали у борбе његовог савеза против Византије и 1309. године су напустили Солунску област, прво ка Тесалији, потом 1310. године ступају у службу атинског војводе Валтера од Бријена (1308-1311), да би коначно 1311. године потукли на Кефису у Беотији франачку војску и успоставили каталонску државу место франачке.

#### Савез са Филипом и Карлом
Гроф Шарл Валоа, брат француског краља Филипа  Лепог, је преко свог брака са царицом Катарином I Куртене, унуком цара Балдуина , постао 1301. године носилац претензија на титулу латинског цара и он је у сарадњи са кнезом Филипом I Тарентским започео стварање опсежног савеза за његову обнову. У њега је успео да 1308. године укључи и Каталонску компанију која је требало да буде нека врста његове инвазионе војске и која би на тај начин испунила договор свог некадашњег вође цезара Рожера де Флора о обнови Латинског царства који је он закључио са краљем Сицилије Фредериком II (1296—1336). Поред грофа Шарла и кнеза Филипа I у савезу су се још налазили и:
- Млечани од 1306. године, када су прекинули дванаестогодишње примирје из 1302. године
- краљ Милутин од 1308. године, према споразуму закљученом код Мелена 27.03.[14]
- Византијски управници Солуна (Јован Мономах) и Сарда (Константин Дука Лимпидарис) који су обећали да ће признати грофа Шарла за свог суверена а папа Климент  (1305—1314) га је, као и папа Мартин  две деценије раније, подржао бацањем анатеме на византијског цара Андроника  1307. године[11].

Краљ Милутин Немањић је склапање овог савеза отпочео још у лето 1306. године, када се преко скадарског епископа повезао са кнезом Филипом I Тарентским који је претходне године заузео византијски Драч. Његови представници су се састали са њим 06. 08., а током јесени су се двојица владара састала и склопила савез. Краљ Стефан Урош II Милутин је после тога упутио Дубровчанина Марка Лукарева и Которанина Трифуна Микаелија у Француску да у његово име преговарају са грофом Шарлом. У краљевину Србију је након тога стигао у узвратну посету доминикански фратар који је у свом извештају сачињеном почетком 1308. године краља Стефана Уроша II Милутина Немањића оцењује као непоузданог, развратног и суровог, док са много симпатија говори о католицима наклоњеном сроднику Анжујаца краљу Стефану Драгутину Немањићу кога назива краљем Србије, док за краља Стефана Уроша II Милутина наводи да је краљ Рашке. Без обзира на врло негативну оцену коју је добио, гроф Шарло је ипак 27. 03. исте године закључио савез са краљем Милутином Немањићем са циљем рушења Византије. Одредбе тог споразума су још:
- признавале краљу Милутину освојене поседе (читаву област између Прилепа и Просека, Овче Поље до Штипа, дебарску област до реке Маће и кичевски крај до Хокерије, уз напомену да све те области краљу Стефану Урошу II Милутину Немањићу доносе приход од свега 5.000 флорина годишње);
- обавезивале краља Стефана Уроша II Милутина да пређе у католицизам;
- предвиђале брак његове ћерке Царице са млађим сином грофа Шарла Валое, Шарлом.

Шарлови представници су овај уговор ратификовали са краљем Милутином Немањићем 25.07. исте године код Голих Хума, док га је краљ Филип IV Капет ратификовао тек 1313. године. Одредбу о Милутиновом преласку у католицизам, озбиљно је схватио и сам папа Климент V, који је 1308. године послао своје легате у Краљевину Србију да прекрсте краља Милутина и предају му папску заставу, али су се они и поред доброг пријема вратили необављена посла, пошто им се краљ Стефан Урош II Милутин Немањић изговарао да то није у стању да уради у овом тренутку због противљења своје мајке краљице Јелене (рођена је католикиња) и брата краља Стефана Драгутина (који је важио за великог православног добротвора веома толерантног према католицима, иако има индиција да је део свог живота провео као католик, који је пред сам крај свог живота живео испоснички, замонашивши се пред смрт).
Разлози због којих је краљ Милутин Немањић ушао у овај савез нису познати, али је и њему самом било врло јасно у каквом је стању Византија по којој је харала Каталонска компанија, сузбијали су је Турци у Малој Азији, док је на Балкану губила сукоб са Бугарским царством, изнуреним од татарске власти, који се окончао 1307. године мировним уговором који је био неповољан по Византију. Због тога му је јасно као исплативије решење деловало приближавање Анжујцима са којима у савезу би се могао проширити на рачун Византије, али би стекао и моћног савезника у борби против брата, краља Стефана Драгутина Немањића који је у то доба био у сукобу са анжујским претендентом на титулу краља Угарске Карлом Робертом. Вероватно са тим у вези и стоје овакве одредбе уговора којим је гроф Шарло Валоа значајно профитирао, јер су се краљу Стефану Урошу II Милутину потврђивале територије које је заузео још пре две деценије, а он је био у обавези да помаже у рату и промени веру.
У складу са договором, краљ Милутин Немањић је у редовима Каталонске компаније која се налазила код Солуна регрутовао 1000 коњаника и 500 пешака из турског контингента на чијем се челу налазио Мелик (Мелекиљ). Он је са њима извршио нападе ка Солунској области, али је био одбијен. Међутим, ускоро се сам савез распао сам од себе:
- 1308. године је умрла Шарлова супруга царица Катарина I Куртене и са њом су права на титулу латинског цара прешла на њену ћерку царицу Катарину II која је била верена за кнеза Филипа I Тарентског (у брак су ступили 1313. године);[11]
- 01.05. 1306. године погинуо је немачки краљ Албрехт I (1298—1308) и гроф Шарло почиње да прави комбинације да постане немачки цар;
- 1309. године папа Климент V прелази у Авињон и баца клетву на Млетачку републику избацујући је тако из свих активности са било којим католичким владарем, па самим тим и грофом Шарлом;
- 1309. године Каталонска компанија је отишла у Тесалију чиме гроф Шарло Валоа губи војну силу на терену, што се манифестовало и одласком његовог представника из њихових редова[11]

Претпоставља се да је и сам краљ Милутин већ 1309. године поново прешао на страну Византије.

#### Пружање војне помоћи Византији и крај грађанског рата
Сукоб између краља Стефана Уроша II Милутина и краља Стефана Драгутина, око тога чији ће син постати краљ Србије, започео је још око 1301. године и трајао је без неког већег успеха на обе стране. Краљ Стефан Урош II Милутин Немањић је у складу са својим намерама да га наследи његов син, уздигао Стефана, кога је око 1297. године оженио Теодором, ћерком бугарског цара Смилеца, на ранг младог краља и 1309. године му доделио на управу Зету. Истовремено је, у складу са савезничким односима са царем Андроником II, послао византијском цару војну помоћ за уништавање турског дела Каталонске компаније који се под вођством извесног Халила налазио у околини Галипоља и пљачкао по Тракији. Његове, највероватније најамничке, снаге од око 2.000 војника, помогле су 1312. године византијској војсци да их уништи, после чега је цар Андроник II Палеолог поклонио манастиру Хиландару село Куцово.
Међутим, док су Милутинове снаге водиле борбе против Турака у Тракији, краљ Стефан Драгутин Немањић је покушао да преузме власт у краљевини Србији. Поред својих трупа краљ Драгутин Немањић је предводио и добар део Милутинове властеле, која је била незадовољна његовом мирољубивом политиком према Византији. Краљ Милутин Немањић је остао без великог дела своје војске и подршке у земљи. Без обзира на то, он је успео да преко свог пријатеља и сарадника Данила, који је тада био епископ Бањски, сакупи најамничку војску састављену од Турака, Татара и Осета, уз помоћ свог новца који је склонио у своју задужбину манастир Бањску, а који му је допремио епископ Данило. Уз помоћ ових снага краљ Милутин је успео да одбије нападе, после чега се у сукобе умешала Српска православна црква која је отпочела посредовање међу браћом. Њиховим посредовањем окончани су сукоби и међу браћом је закључен мир, о чему је у име обојице и сабора властеле византијског цара известио тадашњи игуман Хиландара и каснији српски архиепископ Никодим I (1317—1324). Према постигнутом споразуму, обновљене су одредбе Дежевског споразума о томе да Драгутинов син Владислав (пошто је Урошица умро око 1306. године) наслеђује краља Милутина после његове смрти, краљу Стефану Драгутину Немањићу је враћен и Рудник са околином, пошто га је 1302. године, током грађанског рата, заузео краљ Стефан Урош II Милутин, а манастир Бањска је уздигнут на ниво повлашћене игуманије у повељи коју су издала и потписала оба краља.

### Последње године и сукоб са краљевином Угарском (1312—1321)
После успешног уништења турских пљачкаша на Балканском полуострву, уз српску помоћ 1312. године, цар Андроник II је 1313. године поново затражио Милутинову помоћ и то против Турака који су у Малој Азији угрожавали Брусу и Никеју. Српски краљ се поново одазвао његовом позиву, иако је непуну годину дана раније умало изгубио престо због тога. Том приликом он је подигао велику војску на чије чело је поставио великог војводу Новака Гребострека. Српска војска је током 1313. године оперисала, као засебно одељење уз византијску, по Малој Азији и успешно је потиснула Турке о чему, поред записа епископа Данила Пећког, сведочи и ктиторски натпис на манастирској цркви светог Ђорђа у Старом Нагоричину на коме стоји да у то лето краљ изби Турке, као и подизање српског манастира светих Архангела у Јерусалиму у част тих победа.
Милутинова мајка, краљица Јелена, која је од Драгутиновог свргавања краља Стефана Уроша  Великог 1276. године, управљала Требињем и околином умрла је 08.02. 1314. године у свом двору у Брњацима, замонашивши се пред смрт у Скадру као православка. Њено тело је из њеног двора по зими пренето и сахрањено у њену задужбину, манастир Градац, а њене поседе је преузео краљ Милутин Немањић.

#### Побуна Стефана Дечанског
Провизантијска политика краља Милутина изазивала је јасно незадовољство међу властелом која је 1312. године листом прешла на Драгутинову страну када га је напао. Наредне године их је краљ Стефан Урош II Милутин мобилисао и послао у борбу за византијске интересе на простору Мале Азије. Већ 1314. године букнула је нова побуна на чијем се челу нашао Милутинов син и некадашњи престолонаследник Стефан који је као млади краљ управљао Зетом. Тачан разлог за Стефанову побуну није забележен, али се сматра да је он решио да се оружјем избори за оно што је сматрао да му припада тј. краљевски венац, пошто је обновом Дежевског уговора 1312. године Драгутинов син Владислав постао престолонаследник, барем de jure. Извесно је да му је властела дала неку врсту подршке за тако нешто, а сигурно да је рачунао да ће га подржати, као што су пре само две године подржали његовог стрица, јер разлози њиховог незадовољства Милутиновом византофилском политиком нису нестали, чак напротив, они су се повећали слањем самих властелина да се са својим снагама боре за Византију.
Иако је побуна имала све изгледе да успе, то се ипак није догодило. Изгледа да је краљ Стефан Урош II Милутин Немањић наслутио шта се дешава и покушао да започне преговоре са Стефаном, али их је овај одбио и подигао се на оружје. Међутим, краљ Стефан Урош II Милутин је, судећи према изворима, успео много брже да окупи војску и са њом је кренуо ка Зети на Стефана Немањића. Снага Милутинових трупа у односу на оне које је у том тренутку успео да окупи његов син била је драстично већа, због чега се он пред њима повукао са друге стране реке Бојане и прихватио преговоре које му је краљ Милутин Немањић, поново, понудио речима:
| „ | Чедо моје мило и срдачно, зовем те, и не одазиваш ми се. У жалости мојој изгледа ми да си близу мене, но пружам руку, и не налазим те. Многе сузе чине ми слепоћу, и љутим болом цепа ми се срце због твога разлучења и дели ме пламеновима од многог уздисања. Зар то беше чедо моје, чему се не надах од тебе? Но дођи, драги сине мој, да се утеши старост моја. | ” |

Он је изашао на коленима пред оца и молио је за своју милост, али је краљ Милутин био немилосрдан. Наредио је да се његов син окује и у ланцима спроведе у Скопље. Ту је у тамници, после неког времена, по очевој наредби ослепљен, чиме је краљ Стефан Урош II Милутин Немањић планирао да га онеспособи као претендента на престо и евентуалног вођу незадовољне властеле, пошто је према средњовековним схватањима као слеп био неспособан за управљање државом. Међутим, касније ће се испоставити да је Стефан ослепљен само делимично или боље рећи привремено, али је то од краља Стефана Уроша II Милутина врло вешто скривао. Не зна се како је тачно спашен вид Милутиновом сину и поред краљевог наређења, али се претпоставља да је џелат потплаћен или да је по среди завера против краљеве одлуке. Краљ Милутин Немањић је после тога, послао, наводно, слепог Стефана Немањића са супругом Теодором Смилец и два сина, Душаном и Душицом, у изгнанство у Цариград код свог таста цара Андроника  Палеолога.

#### Драгутинова смрт и анексија његових поседа
Краљ Стефан Драгутин Немањић умро је 12.03. 1316. године. Он је пред своју смрт одредио на сабору за наследника свог сина краљ Владислава II, после чега се замонашио и умро као православни монах Теоктист, а његово тело је према његовој жељи сахрањено у манастиру Ђурђеви Ступови који је обновио, а не у његовој задужбини цркви светог Ахилија у данашњем Ариљу. Драгутинову смрт искористио је његов брат краљ Стефан Урош II Милутин и са војском упао у његову област, запосео Мачву са Београдом, Браничево и области које је краљ Драгутин Немањић задржао Дежевским уговором (области северно од Западне Мораве са Дабром, Рудником и областима око данашњих Ариља и Прибој), док је његовог сина краља Владислава II, који је према одредбама Дежевског уговора требало да их наследи обојицу, краљ Стефан Урош II Милутин затворио у тамницу. Након овога је практично као Милутинов могући наследник остао само његов син Константин који је као млади краљ и престолонаследник добио на управу Зету. Драгутинове поседе на северу данашње Босне и Херцеговине (Усору и Соли) истовремено је заузео бан Хрватске, владар Босне и некадашњи Милутинов заробљеник бан Младен  Шубић.
Већ у лето 1317. године краљ Милутин Немањић почиње нове ратне сукобе са Дубровачком републиком. Током њих није било већих борби и све се махом свело на копнену блокаду града и пљачкање његове околине, а окончало се уплитањем Млетачке републике, као дубровачког суверена и склапањем мира у јесен исте године, према коме је краљ Милутин морао да плати ратну одштету. Разлози за овај сукоб нису познати, али је могуће да је краљ Стефан Урош II Милутин покушао да притиском на републику светог Влаха од њих добије удовицу бана Босне Стефана I Котроманића (1287—1314) и ћерку свог брата краља Драгутина Немањића, Јелисавету Немањић са децом, пошто су они, као Драгутинови потомци, могли истаћи своје право на престо краљевине Србије. Ако је то и био повод рата, они нису испоручени краљу Србије, а Јелисаветин најстарији син је ускоро, уз помоћ бана Младена II, постављен за бана Босне као бан Стефан  (1322—1353).

#### Сукоби са Анжујцима
Заузимање већег дела Драгутинових поседа, довело је краља Милутина у директан сукоб са краљем Угарске Карлом Робертом који је те просторе сматрао својим поседом, пошто су они само предати на управу краљу Стефану Драгутину Немањићу. Сам краљ Карло Роберт није одмах кренуо у офанзиву, али је зато створио широку коалицију против краља Стефана Уроша II Милутина Немањића у којој су се од зиме 1318. године још нашли и:
- Младен  Шубић, бан Хрватске и de jure Карлов вазал;
- Филип Тарентски, господар Драча;
- албанске старешине предвођене браћом Мусаки док је подршку савезу давао и папа Јован  (1316—1334)[14] који краља Милутина Немањића назива шизматичким неверним Рашким краљем[3].

Сукобе су започели Милутинови управници Стона Бранивојевићи који су напали Шубићеве поседе. Могуће је да је ово представљало Милутинов напад на бана Младена II Шубића као одговор на његово заузимање Усоре и Соли, као и подршку Драгутиновом унуку бану Стефану II Котроманићу у бановини Босни. Бан Младен II је на то одговорио успешним нападима и додавањем својој титули и назива главни господар хумске земље. Као одговор на то, краљ Милутин је својој титули додао и назив краљ Хрватске. Без обзира на почетне успехе, краљ Стефан Урош II Милутин Немањић је на крају успео да сузбије бана Младена II  Шубића и примора га средином 1319. године на закључење мира са краљем Србије и давање талаца (међу којима је био и његов рођени брат и омишки кнез Гргур) као залог за испуњење одредаба мировног уговора.
Албанске старешине су се такође подигле против краља Стефана Уроша II Милутина, али је њихов покрет, без подршке кнеза Филипа I Тарентског, био осуђен на потпуну пропаст, тако да је краљ Србије чак успео и да овлада неким градовима на простору данашње Албаније. О својој снази и држави у то доба, краљ Милутин Немањић је оставио забелешку на сребрном олтару који је поклонио цркви светог Николе у Барију, на коме је забележио да је господар земље од мора све до реке великог Дунава.
У првој половини 1319. године краљ Карло Роберт Анжу је отпочео своју офанзиву на краљевину Србију. Његове снаге су на јуриш заузеле Београдску тврђаву, коју је краљ Милутин ојачавао за одбрану и спалиле је, после чега су загосподариле Мачвом. Међутим његове трупе су након тога сузбијене, тако да су у зиму 1320. године обновљена непријатељства која су на крају окончана трајним угарским заузимањем Мачве и Београда од чега је створена Мачванска бановина, на чије чело је постављен бан Павле Горјански. Поред војних напада, краљ Карло Роберт и папа су покушали да прошире коалицију католичких снага (пошто је бан Младен II потучен, а кнез Филип I Тарентски заузет својим проблемима) позивајући владаре Чешке, Пољске, Немачке и Корушке да се прикључе рату против рашког неверника.

#### Стефанов повратак и Милутинова смрт
Краљ Стефан Урош II Милутин Немањић је током 1320. године дозволио, на инсистирање архиепископа Никодима I и светогорских калуђера, свом сину Стефану да се врати из Цариграда у краљевину Србију. Том приликом му је дао на управу жупу Будимље на Лиму, док је уз себе задржао његовог сина и каснијег цара Душана. Исте године су у Византији отпочели сукоби између цара Андроника  и његовог наследника и унука Андроника  (савладар 1321—1328, цар 1328—1341) око власти. Током тих збивања, краљ Стефан Урош II Милутин је у Цариград послао калуђера Калиника да од византијског цара затражи повратак 2.000 куманских најамника које му је краљ Милутин Немањић позајмио за борбе у Малој Азији. Ова јединица је лако могла однети превагу у грађанском рату двојице Андроника, тако да су сарадници млађег отпочели преговоре о преузимању тих 2.000 куманских најамника. Краљ Милутин је показао спремност на такав договор, тако да је требало да на граници две државе дође до сусрета младог Андроника Палеолога и краљ Стефана Уроша II Милутина на коме би се уговориле одредбе уговора. Међутим до сусрета није дошло, пошто су се сукоби у Византији привремено окончали средином 1321. године, тако што је међу двојицом Андроника постигнут споразум којим је млађи постао цар - савладар и добио на директну управу целу Тракију и делове Македоније, чиме је и нестало потребе за ангажовањем додатних снага.
Током јесени, краљ Милутин Немањић је изненада доживео апоплектички удар који му је одузео моћ говора и бацио га у постељу. Издахнуо је 29.10.1321. године у свом дворцу у Неродимљу, недељу дана након завршетка Грачанице и Андрониковог поклона у виду манастира светог Николе код Сера. Његова изненадна болест и несређени наследнички односи створили су прави метеж у држави, тако да су пљачкашке чете напале чак и спровод који је преносио његово богато украшено тело из Неродимља у његову задужбину манастир Бањску.
Две и по године после његове смрти, црква га је канонизовала као светог краља. Његово тело је пред Косовски бој 1389. године пребачено из Бањске у Трепчу, да би пред османском најездом 1460. године било пренето у Средац (данашњу Софију), у цркву Свете Недеље која се по његовим моштима још назива и црква светог Краља. Мошти светог краља су пренели у Софију калуђери Јоаникије, Спиридон и Јоаким. Почетком 21. века, вођени су разговори о томе да се део његових моштију пребаци у обновљени манастир Бањску.
Српско пољопривредно друштво је славило св. Краља Милутина.

#### Милутинов новац
Још за време владавине Милутиновог оца краља Стефана Уроша I Великог Немањића, у Србији је кован новац по узору на Млетачки матапан. Краљ Стефан Урош II Милутин је ову праксу наставио, па се српски тип новца размножио по Италији, тако да је млетачка република издала наредбу против српског типа новца, називајући српски тип новца „денари де бреско” или брсковски динар. Чак је и Данте Алигијери, чувени писац, због ковања овог новца краља Милутина Немањића споменуо у одломку Божанствене комедије.

## Проблеми око наслеђивања
Иако је пред крај свог живота краљ Милутин сматрао за свог јединог наследника свог сина Константина, о чему сведоче портрети у Грачаници, Константинов новац, помињање на олтару у цркви светог Николе у Барију, али и давање на управу Зете (што се сматрало дужношћу престолонаследника), његово постављање никада није озваничено на државном сабору. Такав недефинисан статус је отворио простор да Константину Немањићу оспоре право на престо још два претендента:
- његов полубрат и Милутинов син Стефан;
- његов брат од стрица и Драгутинов син Владислав.

Стефан је своје претензије вукао из чињенице да је он већ био Милутинов престолонаследник, али га је краљ Стефан Урош II Милутин Немањић након отворене побуне 1314. године разбаштинио и ослепео. Међутим после очеве смрти, Стефан је скинуо завоје са очију и објавио да му је свети Никола повратио вид и да краљевство њему припада.
Владислав је своје претензије вукао из одредбе Дежевског уговора из 1282. године, којим је краљ Стефан Драгутин предао власт краљу Милутину Немањићу, а којом се одређује да ће Драгутинови директни потомци наследити краља Милутина. Овај уговор је престао да важи током грађанског рата између краља Стефана Драгутина Немањића и краља Стефана Уроша II Милутина (од 1301. до 1312. године), али је након тога обновљен и поново ступио на снагу. Међутим, након Драгутинове смрти, краљ Милутин Немањић је заузео већи део његових поседа, а самог краља Владислава II је заробио и бацио у тамницу из које је он изашао тек када је краљ Стефан Урош II Милутин Немањић умро.
Стефан Немањић је захваљујући подршци већег дела властеле и цркве овенчан за краља 06.01. 1322. године, након чега је успео да сузбије напад краља Стефана Константина Немањића који је из Зете покушао да преузме власт, после чега је у повлачењу страдао или је чак заробљен и по Стефановој наредби убијен. Краљ Стефан Владислав II је за то време овладао северним деловима земље, са чиме се краљ Стефан Урош III у првом моменту помирио, али је крајем 1323. године дошло до сукоба између њих двојице око Рудника, након чега је краљ Стефан Урош III успео да га потисне и овлада и његовим делом Краљевине Србије.
Поред њих тројице, почетком 14. века на сцени су се појавили још неки потенцијални Милутинови наследници. Краљ Србије је одржавао блиске везе са мајком своје супруге краљице Симониде Палеолог, царицом Ирином (Јолантом) која је самостално управљала Солуном. Пошто није успела да наговори цара Андроника II да по западном обичају подели државу њиховим синовима, она је почела да ради на томе да наговори краља Милутина да после своје смрти остави престо неком од Симонидине браће. Тешко је рећи колико је и да ли краљ Милутин Немањић озбиљно размишљао о томе, али се са сигурношћу може рећи да су Симонидина браћа:
- Димитрије (1308)
- Теодор (око 1317) посетили краљевину Србију, али да су одбили да владају таквом земљом која им је деловала сувише варварска. Ови планови су пали у воду након Иринине смрти 1317. године.

## Порекло и породица
Краљ Милутин је био син краља Стефана Уроша  Великог Немањића и његове супруге краљице Јелене, која је била даља рођака напуљског краља Карла I Анжујског (1266—1285). У старијој историографији се веровало да је и сама припадала анжујској династији, па је сходно томе постала позната и као "Јелена Анжујска", али новија истраживања су показала да би њено порекло требало тражити на другим странама. Поред Милутина, краљ Урош и краљица Јелена су имали барем још троје или четворо) деце.
Сам краљ Стефан Урош II Милутин се женио пет пута и углавном су у питању били политички бракови.
| Милутинова браћа и сестре    |                              |                 |                                                                                            |
| Име                          | Живео                        | Титула          | Владао/Удата за                                                                            |
| Стефан Драгутин              | 1251—1316.                   | краљ            | Србијом (1276—1282) и Сремом са Мачвом и Београдом (1282—1316)                             |
| Стефан                       | (?—?)                        |                 |                                                                                            |
| Брнча                        | (?—?)                        |                 | жупана Ђорђа                                                                               |
| Милутинови бракови и супруге |                              |                 |                                                                                            |
| Име                          | Живела                       | Трајање брака   | Порекло                                                                                    |
| Јелена                       | (?—?)                        | 1273/1276—1282. | Ћерка непознатог српског властелина                                                        |
| ?                            | (?—?)                        | (1282—1283)     | Ћерка Јована Анђела (1271—1296), владара Тесалије                                          |
| Јелисавета                   | (око 1256—1313/1326)         | (1283—1284)     | Ћерка Иштвана V(1270—1272) и сестра Ладислава Арпада (Куманца) (1272—1290), краљева Угарске |
| Ана                          | (?—?)                        | (1284—1299)     | Ћерка Георгија Тертера (1280—1292), бугарског цара                                         |
| Симонида                     | (1292/1293—после 1336)       | (1299—1321)     | Ћерка Андроника Палеолога (1282—1328), византијског цара                                   |
| Милутинови синови и ћерке    |                              |                 |                                                                                            |
| Име                          | Живео                        | Титула          | Владао/Удавана                                                                             |
| Стефан Урош III              | (око 1276./после 1284.—1331) | краљ            | Србијом (1322—1331)                                                                        |
| Стефан Константин            | (1282/1283—око 1323)         | краљ            | Србијом (-de jure}-) (1321—1322)                                                           |
| Царица (Зорица)              | (1283/1284—?)                |                 | два пута                                                                                   |
| Ана (Неда)                   | (после 1284—после 1346)      | царица          | за видинског кнеза и бугарског цара Михајла Шишмана (кнез око 1313—1323, цар 1323—1330)    |

### Милутинов однос са Симонидом
Краљ Милутин Немањић се женио пет пута, али је од свих његових супруга вероватно најпознатија византијска принцеза Симонида Палеолог. Иако није утицала на државну политику (попут Душанове Јелене) или била велики добротвор (попут Урошеве Јелене), она се може убројати међу најпознатије супруге српских владара у средњем веку.
Када ју је отац удао за краља Милутина 1299. године да би склопио мир са краљевином Србијом, имала је свега пет година, док је њен супруг имао око четрдесет пет (узима се да је рођен око 1253. године). Без обзира на јасну чињеницу да је у питању брак из користи за обојицу владара, краљ Стефан Урош II Милутин је своју будућу краљицу дочекао, не као супруг жену или владар потчињену, већ као слуга господара, клечећи пред њом на ничијој земљи, о чему сведочи опис тог сусрета који је оставио Византинац Георгије Пахимер и у коме се, између осталог, каже:
| „ | Отпослати су, дакле, са обе стране таоци и на средини реке Вардара размењени, а пошто је Србин предао Котаницу и Тертерову кћер, а за узврат примио царево дете, отпослато са највећом раскоши и пратњом. И пошто је охридски архиепископ Макарије одслужио уобичајене службе, примила је кћер уобичајене части, а сам краљ је примио цареву кћер више него као супругу. Јер, дочекао ју је благонаклоно, не на коњу као што је обичај дочекивати, него сјахавши кад је прилазила, то јест, као пред господарицом, а не пред супругом. | ” |

Сама краљица Симонида Палеолог Немањић је била неплодна, тако да је њен брак са краљем Милутином Немањићем био осуђен да се заврши без потомства, што је постало јасно када је она сазрела (у средњовековном смислу), након 1306. године. Остаје нејасно да ли је она по природи била неплодна или је нешто довело до тога. Григора наводи да краљ Милутин није био у стању да се контролише и да је већ око 1302. године конзумирао брак са тада осмогодишњом девојчицом. Он наводи да је том приликом повредио њену материцу и учинио је неплодном. Међутим, модерна медицинска наука сматра да би такав тип повреда био кобан не само по материцу, већ и по саму девојчицу. Поред тога и историчари одбацују ову вест као неистиниту због његовог негативног става према краљу Стефану Урошу II Милутину.
Њена мајка царица Ирина (Јоланда) је од средине 1303. године прешла да живи у Солун и њиме је практично самостално управљала, независно од свог супруга цара Андроника , незадовољна због његовог одбијања да подели државу међу својим потомцима по западњачком моделу. Њен боравак у Солуну, довео је до њеног зближавања са српским краљевским паром који је обасипала скупоценим поклонима. Она је покушала да свом зету за наследника потури једног од својих синова и Симонидине браће, али у томе није успела, махом због унутрашњих прилика у самој краљевини Србији.
Тешко је говорити о брачном животу и односу између краља Милутина Немањића и краљице Симониде Немањић, пошто су подаци о томе веома оскудни. Сама краљица Симонида је 1317. године покушала да се замонаши и на тај начин побегне од заједничког живота са њим, али јој то на крају није пошло за руком. Те године је умрла њена мајка, царица Ирина Алерамичи и она је отпутовала у Цариград на њену сахрану, после чега се задржала у престоници. На крају је краљ Милутин послао по њу српско посланство које је цару Андронику II јасно ставило до знања да ће краљ Стефан Урош II Милутин Немањић доћи по своју супругу, ако треба и оружјем. Цар Андроник II Палеолог ју је после тога послао назад у краљевину Србију, али је она током ноћења у Серу отишла у манастир и замонашила се. Она није то желела да уради у Цариграду да би избегла могућност да се тај чин повеже са њеним оцем и створи неприлике Византији. Наредног јутра се појавила пред запрепашћеним српским посланицима у монашкој одори. Незгодну ситуацију је разрешио њен брат, деспот Константин, тако што је пред свима поцепао њену монашку ризу и без обзира на њен плач, натерао да обуче световне хаљине, после чега ју је предао српским посланицима.
Она се после Милутинове смрти 29.10.1321. године вратила у Цариград и замонашила у манастиру Светог Андреја, пошто је наводно обећала Богу да ће му посветити остатак свог живота када је спасе живота са краљем Стефаном Урошем II Милутином. Без обзира на све, она је 1324. године када је њен муж канонизован као свети краљ послала скупоцено кандило у манастир Бањску да гори крај његовог гроба и златовезни покров за њега. Остатак свог живота је провела као монахиња у Цариграду, али је време више трошила на царском двору, него у самом манастиру. Не зна се када је тачно умрла, а последњи пут се као жива помиње 1345. године.

## Србија краља Милутина
Током Милутинове владавине краљевина Србија је од другоразредне монархије прерасла у најјачу силу на Балканском полуострву. Истовремено, дошло је и до значајних промена на унутрашњем плану. Развој рударства који је започео са доласком ердељских Саса, који су побегли пред Татарима, за време владавине његовог оца краља Стефана Уроша I Немањића, током његове владавине је попримио још веће размере које су владару омогућиле убирање много већих средстава од производње руде у односу на претходно доба, а најзначајнија рударска насеља тог доба су била Брсково, Ново Брдо и Рудник. Захваљујући том значајном повећању његових прихода, он је био у стању да држи јаку најамничку војску и да се на њу ослони, за разлику од својих претходника који су зависили од домаћих трупа које је предводила властела.
Истовремено је са изласком краљевине Србије на цариградски друм односно заузимањем делова моравске и вардарске долине дошло до развоја трговине и повећања прихода и на том пољу. Уз некадашње караванске путеве који су повезивали унутрашњост Балканског полуострва са градовима на источном Јадрану, првенствено Дубровником, али и Котором и другима, краљевина Србија је сада убирала приходе и од трговине која се обављала копном од Византије и истока са Европом. Главни извозни артикли тадашње Србије били су: стока, крзна, млечни производи и руде, док су се највише увозила вина (нарочито малвасија), оружје и тканине.
Значајна државна проширења и повећања прихода омогућила су краљу Милутину Немањићу да свој владарски двор са скромног, на коме су ћерке страних краљева преле вуну одевене у обичне хаљине, претвори у раскошан и велелепан двор по узору на византијски са све етикецијом, церемонијалом и другим карактеристикама које су га красиле. О богатству краљевине Србије сведочи и његова сама појава коју Метохит, крајем 13. века описује речима:
| „ | Око тела имао је више накита од скупоценог камена и бисера, колико је год могло да стане и сав је трептио у злату. Цео дом блисташе свиленим и златном украшеним намештајем. | ” |

али и чињеница да је његова погребна одежда била таква да су разбојници отворено напали спровод који је његово тело носио у манастир Бањску, не би ли се дочепали тог скупоценог одела.
Међутим, краљ Милутин није само двор уредио по византијском моделу, већ је то учинио и са државом. Током његове владавине се у државну управу уноте поједине византијске институције. Он уводи у краљевину Србију ненаследни посед на коришћење за војничке заслуге, познат као пронија. Уведен је положај:
- кефалије, који је управљао градом и његовом околином,
- логотета, који је обављао улогу краљевог канцелара,
- протовестијара, који је управљао финансијама и други, чиме је спроведена византизација краљевине Србије. Истовремено је краљ Стефан Урош II Милутин Немањић спровео и реформу делова законодавства, о чему сведочи и његов унук цар Стефан Душан, помињући у свом законику законе светог краља. Најзначајнија Милутинова реформа је била реформа пороте која је постојала у српском народном праву. Од његовог времена поротници су били из оног сталежа из кога је био и окривљени, а у случају да постоји спор између припадника различитих сталежа, половина поротника је била из једног, а друга половина из другог сталежа.

На културном плану је под утицајем Ренесансе Палеолога у Византији, дошло до стварања новог стила у српској архитектури који је познат као Вардарски стил чији су најлепши примери подигнути у Милутиново доба:
- Црква Богородица Љевишка
- Краљева црква у Студеници
- Манастир Грачаница

Истовремено се развијала и књижевност у којој је најзначајнија појава јеромонаха Хиландара Теодосија, који је уз Доментијана био најзначајнији српски писац у средњем веку. Он је написао ново „Житије светог Саве“, као и „житије Петра Коришког“. Поред тога он је створио и шест служби и канона које је посветио домаћим свецима Симеону, Сави и Петру Коришком, чиме је постао најзначајнији српски химнограф у средњем веку. Поред Теодосија, у Милутиново време настају и житија која ће ући у састав зборника под називом „Житија краљева и архиепископа српских“ који је саставио Милутинов блиски сарадник архиепископ Данило II Пећки, а допунили су га његови ученици и настављачи. Једино поље културе на коме је дошло до неког вида стагнације је фрескосликарство које у овом периоду представља само копију оног које се тада развијало у Византији, за разлику од претходне епохе која је била аутентична српска и назива се златним добом српског сликарства. Међутим и поред тога, тај период српског сликарства по речима Јована Деретића: „…по обиљу и многострукости стварања надилази све остале“.
Поводом 700 година од смрти краља Стефана Уроша II Милутина објављен је зборник радова у форми монографије са 16 аутора истраживача српског средњег века.

### Задужбине краља Милутина
Краљ Милутин Немањић се сматра највећим градитељем и задужбинаром српских цркава и манастира међу Немањићима због чега га је српска црква канонизовала 1324. године као светог краља, а његов биограф наводи да је владао четрдесет година и подигао четрдесет цркава. Он није основао ни један нов манастир, јер их је у то доба било довољно, већ је обнављао старе и место некадашњих малих и скромних манастира подизао нове богате и велике задужбине. Поред сакралних објеката у самој краљевини Србији, он их је обнављао и помагао и по Византији (Солуну и Цариграду), Светој гори, Палестини, Синају, па чак и по Италији. Иван Јастребов наводи податак да је у Барију на цркви Светог Николе натпис из 1319. године који доказује да је Милутин владао и Албанијом. Натпис гласи: Rex Rassiae et Diocleae, Albaniae, Bulgariae ac totius martimae de culfo Adria a mari usque ad flumen Danibii magni. У Цариграду је основао болницу, која је касније постала медицинска школа.

## Породично стабло
|  |                             |  |  |  |  |  |  |  |  |  |  |  |  |  |  |  |
|  | 16. Завида                  |  |  |  |  |  |  |  |  |  |  |  |  |  |  |  |
|  |                             |  |  |  |  |  |  |  |  |  |  |  |  |  |  |  |
|  |                             |  |  |  |  |  |  |  |  |  |  |  |  |  |  |  |
|  | 8. Стефан Немања            |  |  |  |  |  |  |  |  |  |  |  |  |  |  |  |
|  |                             |  |  |  |  |  |  |  |  |  |  |  |  |  |  |  |
|  |                             |  |  |  |  |  |  |  |  |  |  |  |  |  |  |  |
|  | 4. Стефан Немањић           |  |  |  |  |  |  |  |  |  |  |  |  |  |  |  |
|  |                             |  |  |  |  |  |  |  |  |  |  |  |  |  |  |  |
|  |                             |  |  |  |  |  |  |  |  |  |  |  |  |  |  |  |
|  | 9. Ана Немањић              |  |  |  |  |  |  |  |  |  |  |  |  |  |  |  |
|  |                             |  |  |  |  |  |  |  |  |  |  |  |  |  |  |  |
|  |                             |  |  |  |  |  |  |  |  |  |  |  |  |  |  |  |
|  | 2. Стефан Урош I            |  |  |  |  |  |  |  |  |  |  |  |  |  |  |  |
|  |                             |  |  |  |  |  |  |  |  |  |  |  |  |  |  |  |
|  |                             |  |  |  |  |  |  |  |  |  |  |  |  |  |  |  |
|  | 20. Енрико Дандоло          |  |  |  |  |  |  |  |  |  |  |  |  |  |  |  |
|  |                             |  |  |  |  |  |  |  |  |  |  |  |  |  |  |  |
|  |                             |  |  |  |  |  |  |  |  |  |  |  |  |  |  |  |
|  | 10. Рајнеро Дандоло         |  |  |  |  |  |  |  |  |  |  |  |  |  |  |  |
|  |                             |  |  |  |  |  |  |  |  |  |  |  |  |  |  |  |
|  |                             |  |  |  |  |  |  |  |  |  |  |  |  |  |  |  |
|  | 5. Ана Дандоло              |  |  |  |  |  |  |  |  |  |  |  |  |  |  |  |
|  |                             |  |  |  |  |  |  |  |  |  |  |  |  |  |  |  |
|  |                             |  |  |  |  |  |  |  |  |  |  |  |  |  |  |  |
|  | 1. Стефан Милутин           |  |  |  |  |  |  |  |  |  |  |  |  |  |  |  |
|  |                             |  |  |  |  |  |  |  |  |  |  |  |  |  |  |  |
|  |                             |  |  |  |  |  |  |  |  |  |  |  |  |  |  |  |
|  | 24. Андроник Дука Анђел     |  |  |  |  |  |  |  |  |  |  |  |  |  |  |  |
|  |                             |  |  |  |  |  |  |  |  |  |  |  |  |  |  |  |
|  |                             |  |  |  |  |  |  |  |  |  |  |  |  |  |  |  |
|  | 12. Исак II Анђел           |  |  |  |  |  |  |  |  |  |  |  |  |  |  |  |
|  |                             |  |  |  |  |  |  |  |  |  |  |  |  |  |  |  |
|  |                             |  |  |  |  |  |  |  |  |  |  |  |  |  |  |  |
|  | 25. Еуфросина Кастамонитиса |  |  |  |  |  |  |  |  |  |  |  |  |  |  |  |
|  |                             |  |  |  |  |  |  |  |  |  |  |  |  |  |  |  |
|  |                             |  |  |  |  |  |  |  |  |  |  |  |  |  |  |  |
|  | 6. Јован Анђел од Срема     |  |  |  |  |  |  |  |  |  |  |  |  |  |  |  |
|  |                             |  |  |  |  |  |  |  |  |  |  |  |  |  |  |  |
|  |                             |  |  |  |  |  |  |  |  |  |  |  |  |  |  |  |
|  | 26. Бела III                |  |  |  |  |  |  |  |  |  |  |  |  |  |  |  |
|  |                             |  |  |  |  |  |  |  |  |  |  |  |  |  |  |  |
|  |                             |  |  |  |  |  |  |  |  |  |  |  |  |  |  |  |
|  | 13. Маргарета Угарска       |  |  |  |  |  |  |  |  |  |  |  |  |  |  |  |
|  |                             |  |  |  |  |  |  |  |  |  |  |  |  |  |  |  |
|  |                             |  |  |  |  |  |  |  |  |  |  |  |  |  |  |  |
|  | 27. Агнеса од Антиохије     |  |  |  |  |  |  |  |  |  |  |  |  |  |  |  |
|  |                             |  |  |  |  |  |  |  |  |  |  |  |  |  |  |  |
|  |                             |  |  |  |  |  |  |  |  |  |  |  |  |  |  |  |
|  | 3. Јелена                   |  |  |  |  |  |  |  |  |  |  |  |  |  |  |  |
|  |                             |  |  |  |  |  |  |  |  |  |  |  |  |  |  |  |
|  |                             |  |  |  |  |  |  |  |  |  |  |  |  |  |  |  |
|  | 7. Матилда од Куртенеа      |  |  |  |  |  |  |  |  |  |  |  |  |  |  |  |
|  |                             |  |  |  |  |  |  |  |  |  |  |  |  |  |  |  |
|  |                             |  |  |  |  |  |  |  |  |  |  |  |  |  |  |  |
|  | 30. Петар II Куртене        |  |  |  |  |  |  |  |  |  |  |  |  |  |  |  |
|  |                             |  |  |  |  |  |  |  |  |  |  |  |  |  |  |  |
|  |                             |  |  |  |  |  |  |  |  |  |  |  |  |  |  |  |
|  | 15. Маргарета               |  |  |  |  |  |  |  |  |  |  |  |  |  |  |  |
|  |                             |  |  |  |  |  |  |  |  |  |  |  |  |  |  |  |
|  |                             |  |  |  |  |  |  |  |  |  |  |  |  |  |  |  |
|  | 31. Јоланда Фландријска     |  |  |  |  |  |  |  |  |  |  |  |  |  |  |  |
|  |                             |  |  |  |  |  |  |  |  |  |  |  |  |  |  |  |
|  |                             |  |  |  |  |  |  |  |  |  |  |  |  |  |  |  |